# National Semiconductor
National Semiconductor (más conocida como "National") fue un fabricante de semiconductores estadounidense, que se especializó en dispositivos y subsistemas analógicos, anteriormente con sede en Santa Clara, California, EE. UU. Los productos de National Semiconductor incluyeron circuitos de administración de energía, controladores de pantalla, amplificadores de audio y operacionales, productos de comunicación y soluciones de conversión de datos. Los mercados más importantes incluían teléfonos inalámbricos, pantallas y una amplia variedad líneas de mercados electrónicos, incluyendo productos médicos, automotrices, industriales y aplicaciones de prueba y medición. El 23 de septiembre de 2011, la empresa pasó a formar parte formalmente de Texas Instruments como su división de Silicon Valley.

## Historia
National fue fundada en Danbury, Connecticut (Estados Unidos) el 27 de mayo de 1959 por el Dr. Bernard J. Rothlein y siete colegas provenientes de Sperry Rand Corporation. En 1967 se trasladó la sede central de la empresa a Santa Clara, en California. National creció gracias a la compra de varias empresas, tales como Fairchild Semiconductor en 1987 o Cyrix en 1997. Dado que la empresa se centró cada vez más a la electrónica analógica, estas empresas se separaron de National con el tiempo. Después de que Fairchild Semiconductor se independizara en 1997, en 1999 se vendió la división Cyrix Microprocessors a la empresa taiwanesa VIA Technologies. En 2002 se vendió la división de Information Appliance Division a AMD. Otros sectores de la empresa, principalmente dedicados a la electrónica digital, como por ejemplo, chips para conexiones inalámbricas, sensores de imagen y chips de E/S fueron vendidos o bien se cesó sus actividades.

## Productos
La gama de productos de National incluían reguladores y controladores de alimentación, interfaces Power-over-Ethernet, circuitos integrados para la carga de baterías, soluciones para la integración de subsistemas y control de iluminación con diferentes usos, desde teléfonos móviles hasta automóviles. 

## Localizaciones

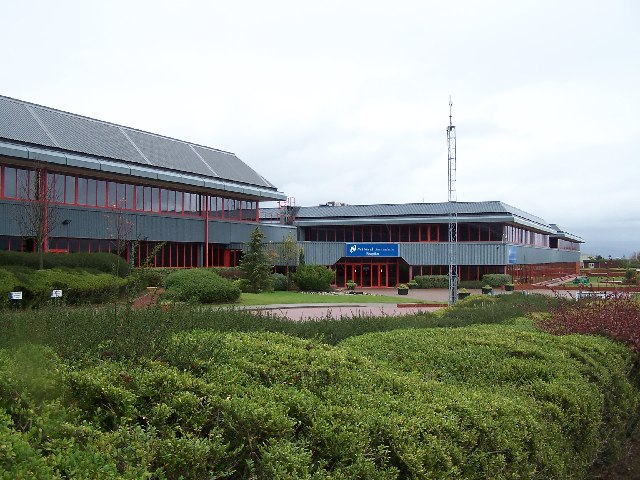
Fábrica de National Semiconductor (Larkfield, Greenock, Escocia, Reino Unido. 2005)

Los centros de producción de National se encuentran en las plantas estadounidenses de Arlington (Texas) y South Portland (Maine), en Europa en Greenock (Escocia), y en Asia en Malakka (Malasia) y Suzhou (China).
Además, la empresa cuenta con más de 30 centros de desarrollo y centros comerciales en los principales mercados del mundo. El 11 de marzo de 2009 se hizo público que National Semiconductor decidió el cierre del centro de producción en Arlington, en el que trabajaban 340 empleados.
Los centros de producción de National están certificados con ISO 14001 y OHSAS 18001 y sus productos carecen de plomo.

## Adquisición por parte de Texas Instruments
El 4 de abril de 2011, Texas Instruments anunció que había acordado la compra de National Semiconductor por 6500 millones de dólares en efectivo. Texas Instruments pagó 25 dólares por acción de National Semiconductor acciones, 80 % sobre el precio de cierre del mercado de acciones del 4 de abril de 2011 que fue de 14,07 dólares. El acuerdo realizado convirtió a Texas Instruments en una de los mayores fabricantes mundiales de componentes de tecnología analógica. El 19 de septiembre de 2011, el ministro chino aprobó la fusión. Las empresas se fusionaron oficialmente el 23 de septiembre de 2011.